# Sun En
Sun En (chinesisch 孫恩 / 孙恩, Pinyin Sūn Ēn; † 402) war ein chinesischer Daoist und Anführer eines Aufstandes in der Zeit der Östlichen Jin-Dynastie.
Seine Truppen griffen um das Jahr 400 die Hauptstadt an, wurden jedoch von Liu Laozhi (劉牢之 / 刘牢之,  Liú Láozhī, † 402) geschlagen. Auch nach dem Tod von Sun En setzte sich die Rebellion fort.